# 2019년 9월 죽음
다음은 2019년 9월에 사망한 저명한 인물 목록이다.
- 9월 2일
  - 대한민국의 성우 이완호
  - 일본의 축구선수 마쓰모토 교지
- 9월 3일
  - 대한민국의 농구선수 정재홍
  - 대한민국의 작가 이희우
  - 대한민국의 변호사 신창언
  - 노르웨이의 바이애슬론 선수 할바르 하네볼
- 9월 6일
  - 대한민국의 그래픽 디자이너 조영제
  - 짐바르웨의 제2대 대통령 로버트 무가베
- 9월 7일 - 미국의 영화배우 로버트 엑셀로드
- 9월 8일 - 대한민국의 만화가 김성환
- 9월 9일 - 미국의 사진가 로버트 프랭크
- 9월 11일 - 인도네시아의 제3대 대통령 바하루딘 유숩 하비비
- 2019년
  - 미국의 가수 에디 머니
  - 헝가리의 수필가, 소설가 콘라드 죄르지
- 9월 15일 - 미국의 가수 릭 오케이섹
- 9월 19일
  - 튀니지의 제5~9대 대통령 제인 엘아비디네 벤 알리
  - 미국의 기업인 배런 힐튼
- 9월 21일 - 대한민국의 가수 우혜미
- 9월 23일 - 미국의 농구선수 안드레 에밋
- 9월 24일 - 대한민국의 배우 송영학
- 9월 25일
  - 대한민국의 군인 노재현
  - 오스트리아의 피아니스트 파울 바두라스코다
- 9월 26일 - 프랑스의 제22대 대통령 자크 시라크
- 9월 30일 - 미국의 성악가 제시 노먼